# Raúl Peña Nalda
Raúl Peña (Madrid, 7 de agosto de 1942 - Las Rozas, 29 de marzo de 2023) era un escritor, guionista, camarógrafo, documentalista y director de cine español. Hermano de la actriz y activista política Julia Peña.

## Biografía
Nace en 1942 en Madrid, aunque con orígenes vascos de Bilbao. Su padre fallece cuando contaba con 7 años y, ante aquella situación de posguerra, la viuda se emplea como taquillera del Cine Victoria (propiedad de Julián Reyzabal, tío paterno) para poder sacar a sus dos hijos. De aquí la vocación cinematográfica del autor.
Tras pasar por la Escuela Oficial de Cinematografía de Madrid desarrolla algunos trabajos a temprana edad. En la escuela de cine coincide con otros cineastas como José L. García Sánchez, José Mª González Sinde, Manuel Gutiérrez Aragón, Víctor Erice. Comienza a trabajar como realizador de los noticiarios en el NO-DO (Noticiario Cinematográfico Español) .
En la década de los 80, crea la productora de video Ayax Films. Donde elabora películas comerciales y de marketing para diferentes compañías.
Desde 1996 se dedica exclusivamente a la actividad literaria, firmando varias novelas, ensayos y libros de viajes. Además de colaborar con algunas revistas culturales. A partir de esa época, se hace asiduo a diferentes tertulias literarias y cinematográficas que hay en los círculos intelectuales de Madrid.

## Cine
Con 19 años rueda su primer corto documental “Más allá de Bilbao”  (1961).
Su ópera prima “Los amores difíciles”  (C.I.C. Jaizkibel 1967) está protagonizada por Wilfredo Casado, Nuria Torray, Manuel Zarzo, Pepe Rubio, Julia Peña, Manuel de Blas y María José Goyanes. Con guion del propio Raúl Peña y Joaquín Parejo.
Dirige y produce su segundo largometraje “Prana”  (Ismael González P.C. 1969) con la interpretación de Claudia Gravy, Alberto Dalbés, Ricardo Díaz y Julia Peña. Película con una fuerte temática social que fue seleccionada a concurso en el Festival Internacional de Cine de Mar del Plata.
Un año más tarde se encargará de realizar la coproducción hispano-puertorriqueña “Fray Dólar (Damián Rosa Productions, 1970) interpretada por Víctor Alcázar, José Escudero, Marisa Paredes, Velda González y Manuel Zarzo. Y con música de Manolo Díaz.
Años más tarde produce y dirige el cortometraje sobre la soledad humana “A salto de mata”  (Ayax Films, 1978), interpretado junto a su hermana Julia Peña lo que supuso el encuentro entre ambos. Corto de ficción que fue premiado en el Festival Internacional de Cine de Bilbao.
En 1980 se embarca en su última película “Todos me llaman Gato”  (Izaro Films, 1980) que escribe, dirige y produce. Un film enmarcado en el cine quinqui con la interpretación de Verónica Forqué, Álvaro de Luna, Carlos Tristancho, Silvia Aguilar, Francisco Algora, Alberto Dalbés, y su hijo Aitor Peña.

## Televisión y otros trabajos

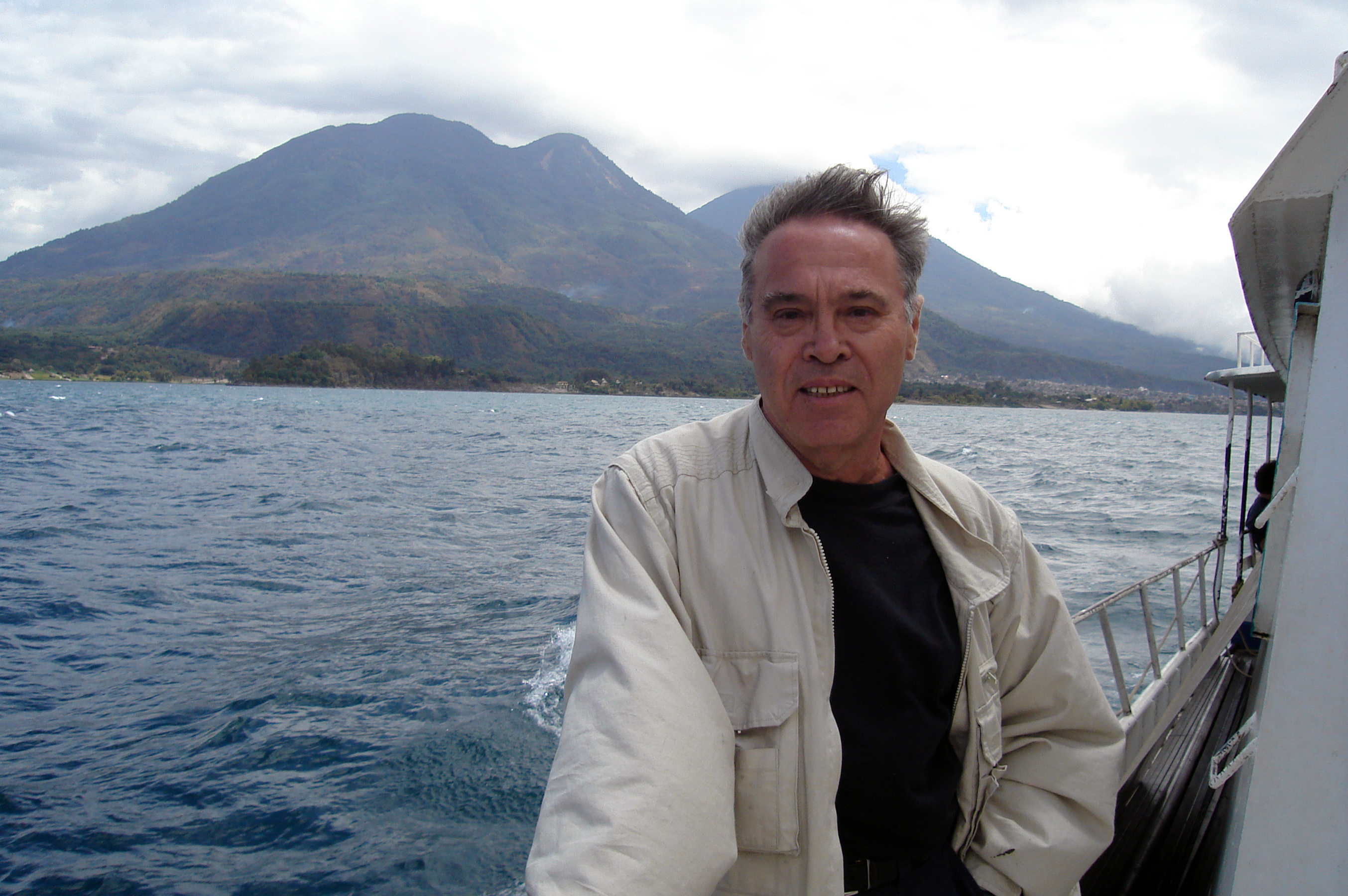
Recorrido por Mesoamérica

Al poco de graduarse en la Escuela de Cine, ingresa como director en el noticiario franquista NO-DO en el que se emplea durante varios años.
En 1987 crea una productora de video con la que realiza un centenar de cortos documentales en su vertiente industrial y publicitaria. Así como multitud de videos musicales y promocionales. Colabora con amigos del sector como Pedro Costa, Ricardo Zulueta y Julián Marcos para diferentes proyectos audiovisuales. 
Entre 1994 y 1995 se traslada a Sevilla para realizar junto a Manuel Vidal el programa Los Toros en Canal Sur, durante la temporada taurina en Andalucía. Experiencia que le lleva a escribir uno de sus libros publicados.

## Literatura

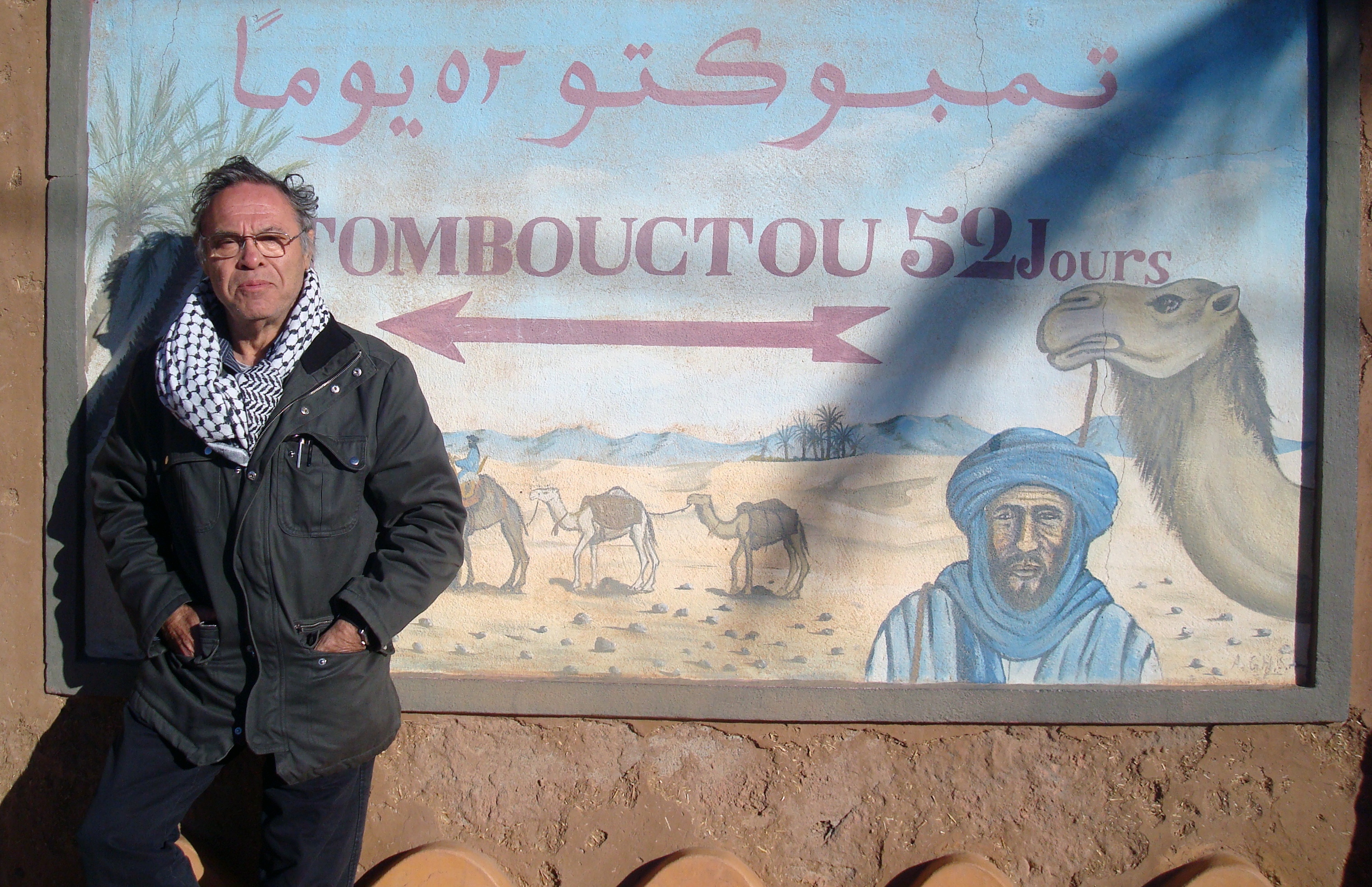
Viaje hasta Tombuctú

Raúl Peña también es conocido por sus viajes, varios de los cuales ha narrado en ensayos y artículos, destacando su paso por Egipto o Mesoamérica. 
Además, es escritor de varios cuentos y relatos cortos. También colabora con revistas artísticas y literarias (Tertulia Max Estrella) como columnista y crítico literario y cinematográfico.
Es autor de los libros “Destino Solar. Realidad y Mito”  (Ediciones Libertarias, 1996) y “Cargando la suerte. Viaje iniciático por una Andalucía taurina”  (Espuela de Plata, 2004). Además de su inconclusa biografía “Más Madera / A contracampo”:
También concluye la “trilogía Solar” basada en experiencias vitales durante sus viajes:
- “Sacrificio solar. Viaje por tierras mayas y aztecas” [18] (Espuela de Plata, 2011)

- “Destino solar. Ensueños y mitos del Egipto faraónico” [19] (Editorial Renacimiento, 2012)

- “Espejismo solar. Tras las huellas del renegado Yuder Pacha, el morisco que conquisto Tombuctú” [20] (Editorial Renacimiento, 2014).

A partir de esta etapa, se hace habitual de la tertulia del Café Gijón y Chicote junto a otros tertulianos como Pepe Esteban, Manuel Revuelta, Rubén Caba, Raúl Guerra Garrido, Héctor Vázquez Azpiri…

## Filmografía
- 1992. Reportaje sobre los pintores Alfredo Montaña  (Soledades[21]), ç Modesto Roldán , y Manolo Calvo.
- 1983 - 1984. Videos musicales de Ángela Molina, Georges Moustaki, Leonard Cohen,[22] Donavan.
- 1982. Reportaje sobre la visita del papa Juan Pablo II a España.
- 1980. Todos me llaman Gato:[23] Producción, guion y dirección.
- 1970. Mar de Fondo: Documental sobre el Frente Polisario.
- 1979. A salto de mata:[24] Producción, guion y dirección.
- 1978. Canciones para el Mar Menor: Con Ángela Carrasco, Micky, Paloma San Basilio.
- 1975. El juguete y el juego: Dirección.
- 1975. Regadíos de Aragón:[25] Guion y realización.
- 1975. Una fórmula para correr: Dirección
- 1973. Asturias: Guion y realización.
- 1973. Una costa Brava:[26] Dirección.
- 1972. Entre dos mares: Realización.
- 1972. Vainica Doble. Caramelo de Limón[27]
- 1972. España campo de golf:[28] Realización.
- 1972. Mosaico de canciones: Documental sobre música. Con Camilo Sesto, Nino Bravo, Maria del Mar Bonet, Encarnita Polo, Cecilia,[29] Víctor Manuel (El abuelo Víctor), y Andrés Do Barro[30] (Corpiño Xeitoso, Pandeirada). Premio “What is on in Lisbon” en el IV Festival Internacional de Cine Turístico.
- 1971. En el centro de España: Realización.
- 1971. Ensayos: realización del cortometraje musical[31] de AguaViva
- 1971. España en blanco: Guion y realización.
- 1971. Las formas y el consumo: Realización.
- 1971. Proyecto A: Guion y Realización.
- 1970. Alcalá de Cervantes: Guion.
- 1970. Compre usted en España: Dirección.
- 1970. Fray Dólar: dirección del largometraje
- 1970. Prana:[32] Guion y dirección del largometraje.
- 1969. La mirada de George Sand:[33] guion y realización.
- 1968. Automóvil M-500.000:[34] Documental.
- 1968. Cuenca, ciudad abstracta:[35] Guion y dirección del documental.
- 1968. Íntimamente: Guion.
- 1967. Los amores difíciles:[36] Guion y dirección del largometraje.
- 1966. Zampo y yo: Guion del largometraje interpretado por Ana Belén
- 1965. La edad Ye-Ye: Dirección.
- 1965. Toro: Dirección.
- 1962. Más allá de Bilbao: Dirección.